# Asthenes fuliginosa
Az Asthenes fuliginosa a madarak (Aves) osztályának verébalakúak (Passeriformes) rendjébe és a fazekasmadár-félék (Furnariidae) családjába tartozó faj.

## Rendszerezése
A fajt Frédéric de Lafresnaye francia ornitológus írta le 1843-ban, a Schizoeaca nembe Schizoeaca fuliginosa néven. Egyes szervezetek jelenleg is ide sorolják.

## Előfordulása
Dél-Amerikában, az Andokban, Ecuador, Kolumbia, Peru és Venezuela területén honos. Természetes élőhelyei a szubtrópusi és trópusi hegyi esőerdők, gyepek és cserjések. Állandó, nem vonuló faj.

## Megjelenése
Testhossza 20 centiméter, testtömege 14-20 gramm.

## Természetvédelmi helyzete
Az elterjedési területe nagyon nagy, egyedszáma pedig stabil. A Természetvédelmi Világszövetség Vörös listáján nem fenyegetett fajként szerepel.